# 에르나 솔베르그

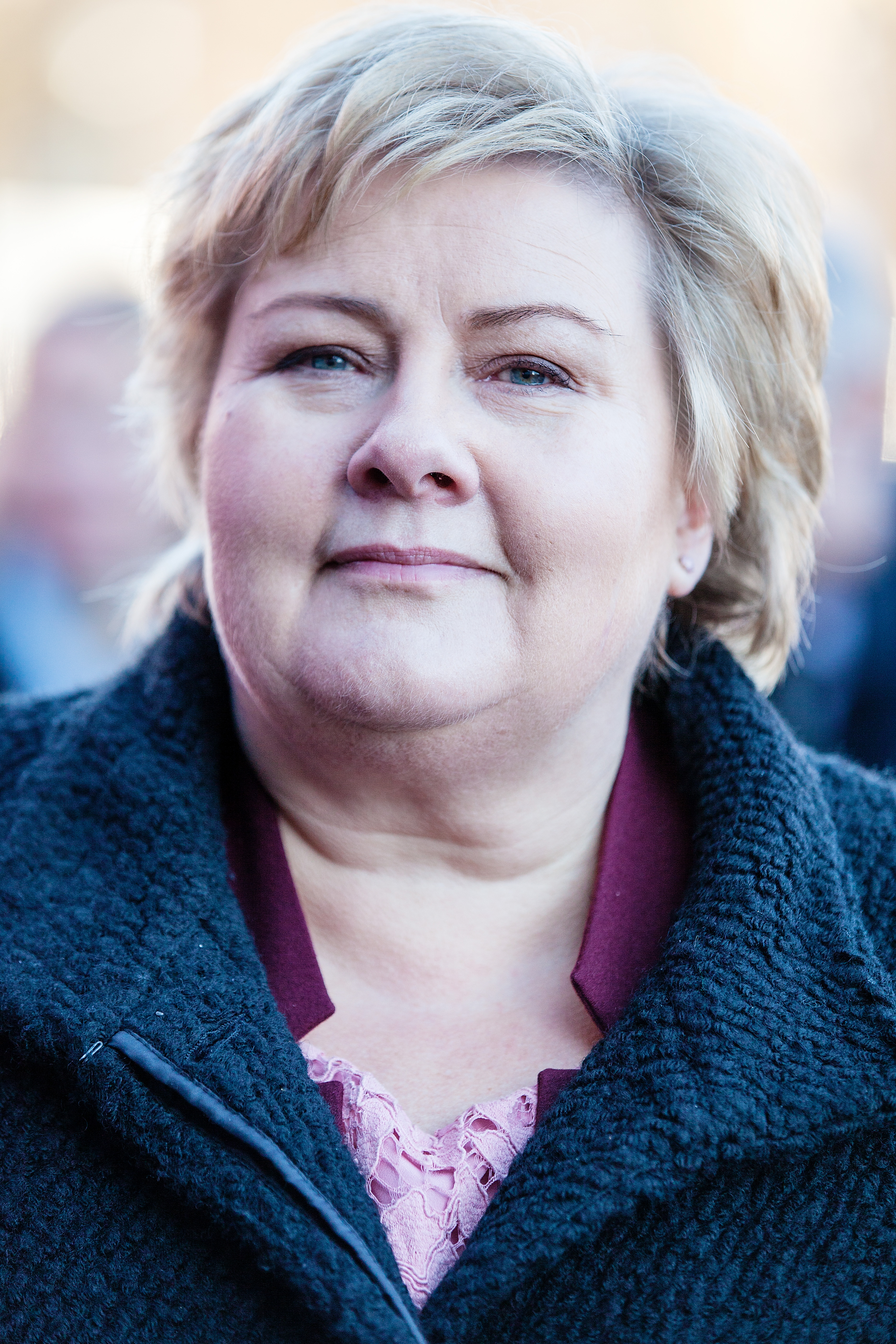
에르나 솔베르그(2017년)

에르나 솔베르그(Erna Solberg, 1961년 2월 24일 ~ )는 노르웨이의 정치인이다. 그녀는 2013년 10월 16일부터 2021년 10월 14일까지 노르웨이의 총리직을 역임했다. 2018년 세계시민상(Global Citizen Award)을 수상했다. 당시 집권 여당인 우파당 소속의 우익 정치인이다. 여성 정치인으로써 노르웨이의 총리을 역임한 인물이다.